# LOT Polish Airlines
Pour les articles homonymes, voir Lot.
Polskie Linie Lotnicze LOT
La Polskie Linie Lotnicze LOT (en anglais, LOT Polish Airlines) (Code AITA : LO ; code OACI : LOT) est la compagnie aérienne nationale de la Pologne. Créée le 29 décembre 1928, c'est l'une des plus anciennes au monde ; les premiers avions utilisés étaient des Junkers F13 (15 exemplaires) et Fokker F.Vlla/1m (6 exemplaires).
LOT a rejoint l'alliance de compagnies aériennes Star Alliance en 2003 et possède une filiale : EuroLOT, qui assure les vols intérieurs en Pologne. En 2012, LOT Polish Airlines a été élue la compagnie la plus ponctuelle d'Europe.
Actuellement[Quand ?], la compagnie emploie 4200 personnes et propose 92 destinations dans 51 pays. Le hub principal est situé à l'aéroport de Varsovie.

## Histoire

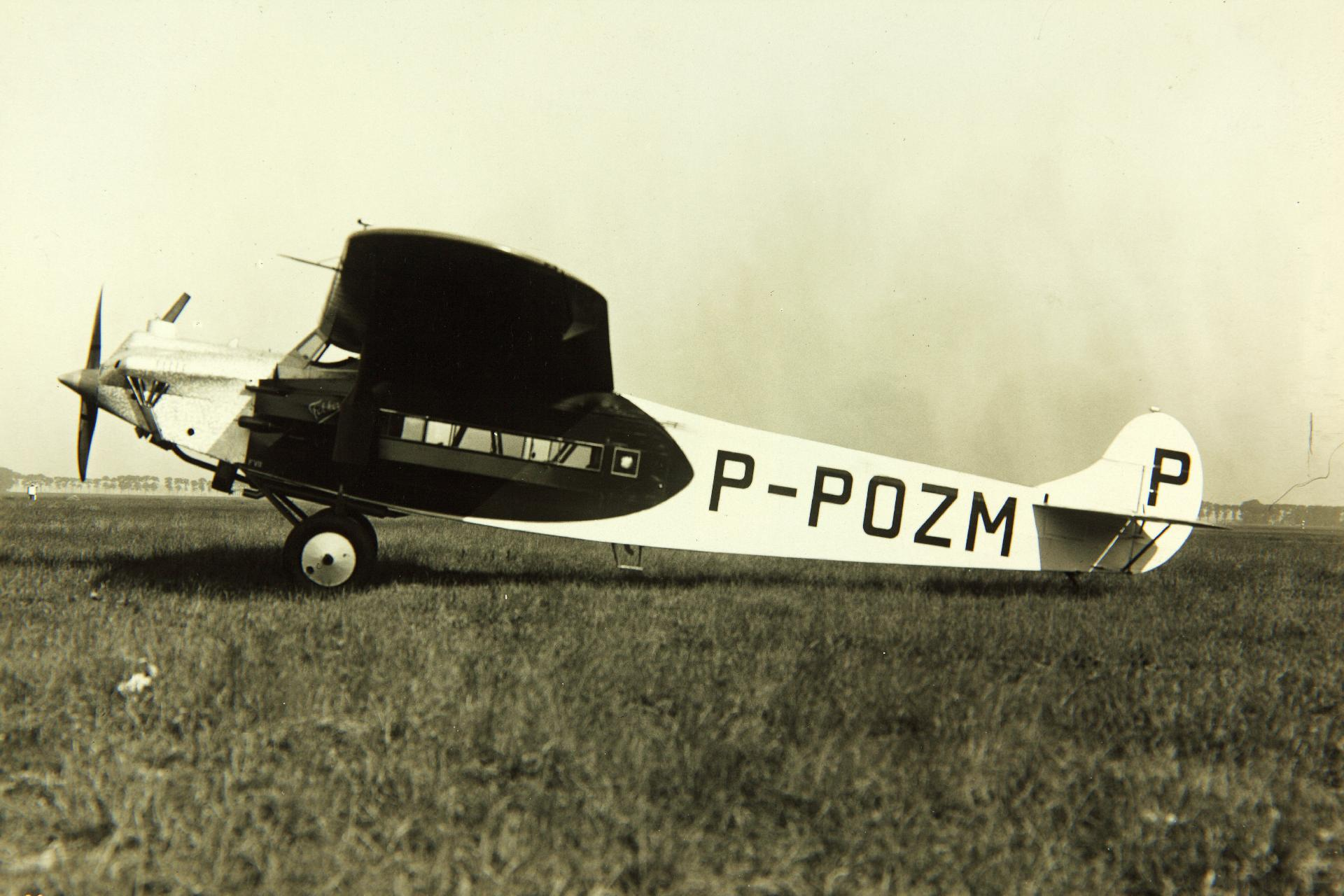
Un avion de la compagnie à ses débuts en 1929

En 1925, « Aerolloyd », une compagnie privée qui effectue depuis 1922 des vols réguliers entre Gdańsk, Varsovie et Lviv (en polonais : Lwów) est transformée en « Aerolot » et son aéroport de base est transféré de Gdańsk-Wrzeszcz à Varsovie-Mokotów. La compagnie The Aero est fondée à Poznań et commence ses opérations sur la route Poznań-Łódź-Varsovie.

La division de l'aviation civile du ministère des Transports décide de dissoudre en 1928 toutes les compagnies aériennes privées : le 29 décembre 1928, une compagnie publique nationale remplace ces compagnies : la Linie Lotnicze LOT Sp. z o.o..

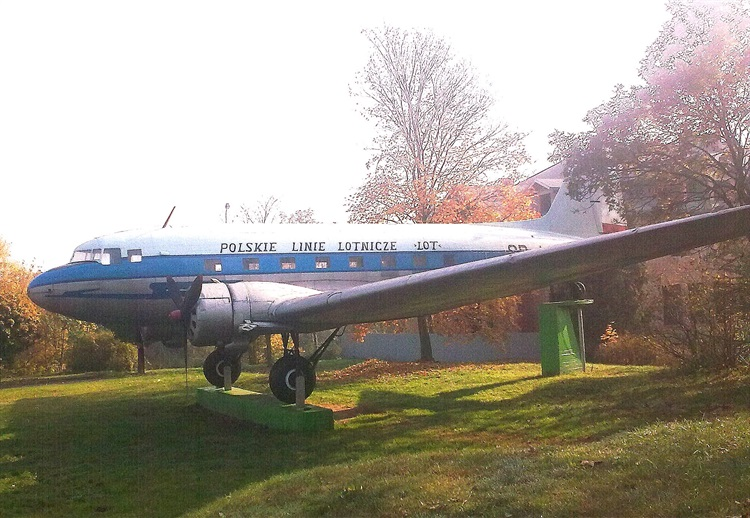
Lisunov Li-2
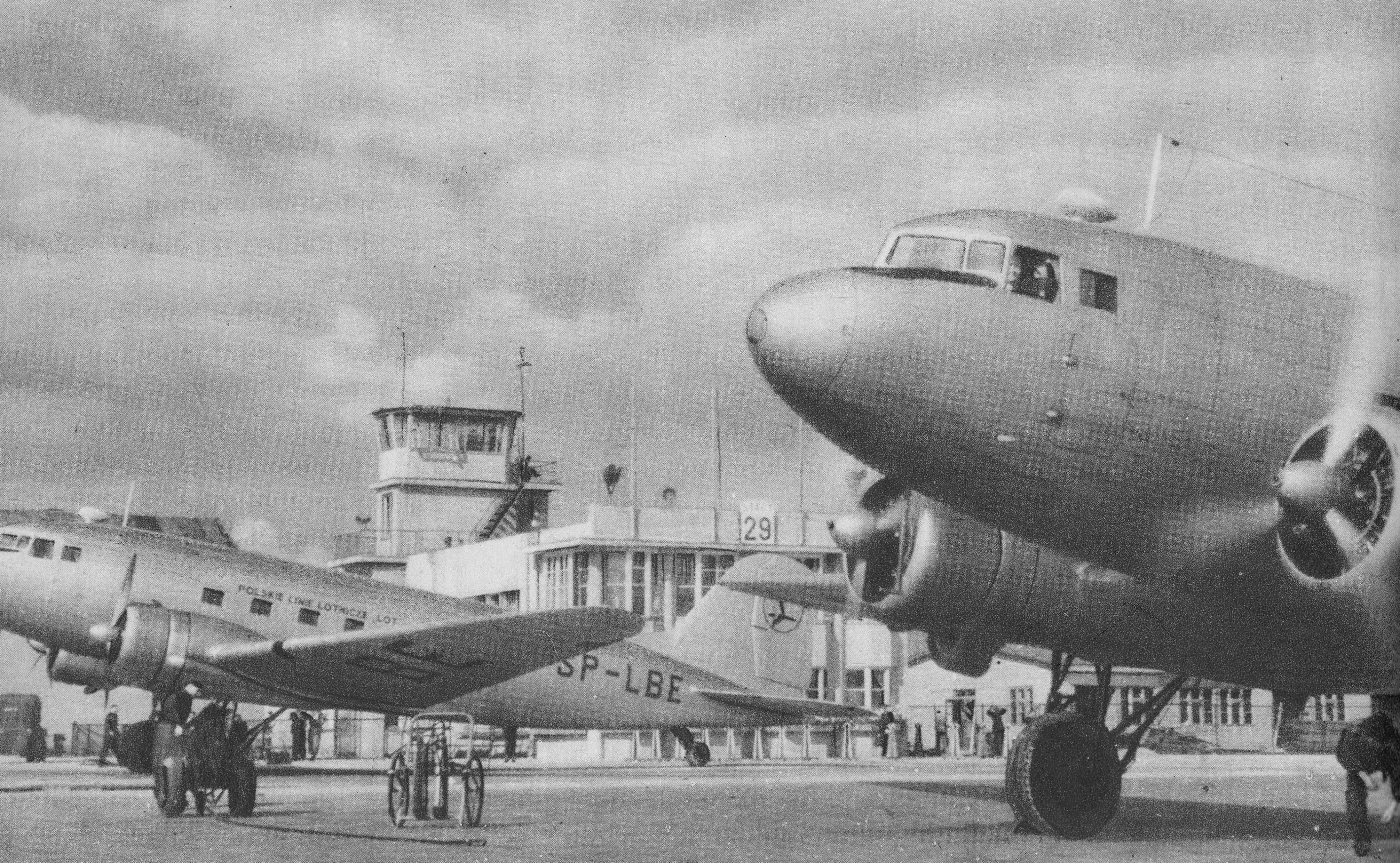
Douglas DC-3

Le 1er janvier 1929 débutent les vols de LOT. Le nom de la société est complété par l'adjectif polonais : « Polskie Linie Lotnicze LOT Sp. z o.o. ». Un an plus tard, la LOT est admise à l'AITA, et reçoit le code LO. Les premiers vols internationaux (vers Bucarest) débutent le 1er avril 1930. Ayant cessé ses opérations durant la Seconde Guerre mondiale, la compagnie reprend ses activités en 1945 après avoir reçu 10 avions Lisunov Li-2 et 9 Douglas DC-3. Les vols intérieurs reprennent le 1er avril et les vols internationaux le 11 mai 1945.
La domination soviétique après la Seconde Guerre mondiale fait que LOT élargit sa flotte avec des machines provenant de ce pays. Ainsi, la compagnie reçoit successivement des Il-18 (permettant des vols vers l'Afrique et le Proche-Orient), des An-24, des Tu-134 et finalement des Il-62 (permettant la mise en place des vols transatlantiques vers Montréal et New York).
| - Ilyushin Il-18 - Tupolev Tu-134 |

Pour dissuader la compagnie d'acheter des avions concurrents, des méthodes radicales furent mises en place : la compagnie polonaise avait acheté 5 appareils français SNCASE SE.161 Languedoc (SP-LDA à LDE) en juillet 1947 pour son réseau européen. Deux appareils furent livrés dès septembre 1947 (SP-LDA et SP-LDB), puis deux début 1948 (SP-LDC et SP-LDD), et mis en service dès 1948 sur les lignes desservant Paris, Belgrade, Budapest et Bucarest. Les deux appareils livrés en 1948 (SP-LDC et LDD), effectuant les liaisons Varsovie-Paris et Varsovie-Belgrade, firent des atterrissages sur le ventre au cours de l'été 1948. Dans la plus pure tradition stalinienne, la direction de LOT fut arrêtée et jugée. Deux peines de mort furent prononcées et les autres appareils, interdits de vol en décembre 1948 (soit un an après leur mise en service), furent démolis en 1950 sous le contrôle des autorités soviétiques. On comprend mieux les raisons motivant le choix d'avions soviétiques.
En avril 1989, LOT commence à remplacer son ancienne flotte d'avions soviétiques par l'achat de Boeings 767-200ER, puis, en août 1991 d'ATR 72-200, en décembre 1992 de Boeing 737-500 et en avril 1993 de Boeing 737-400.

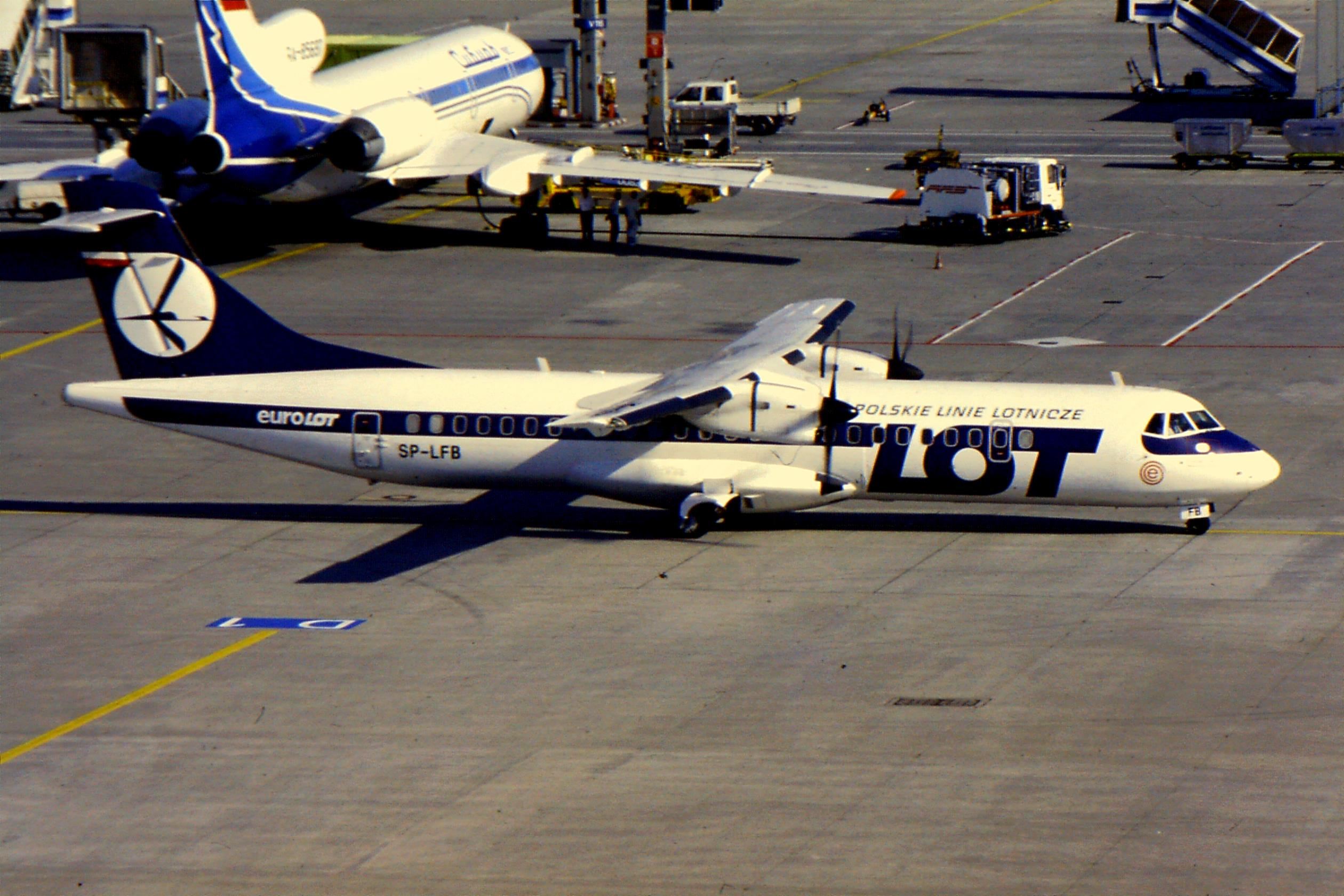
ATR 72-200
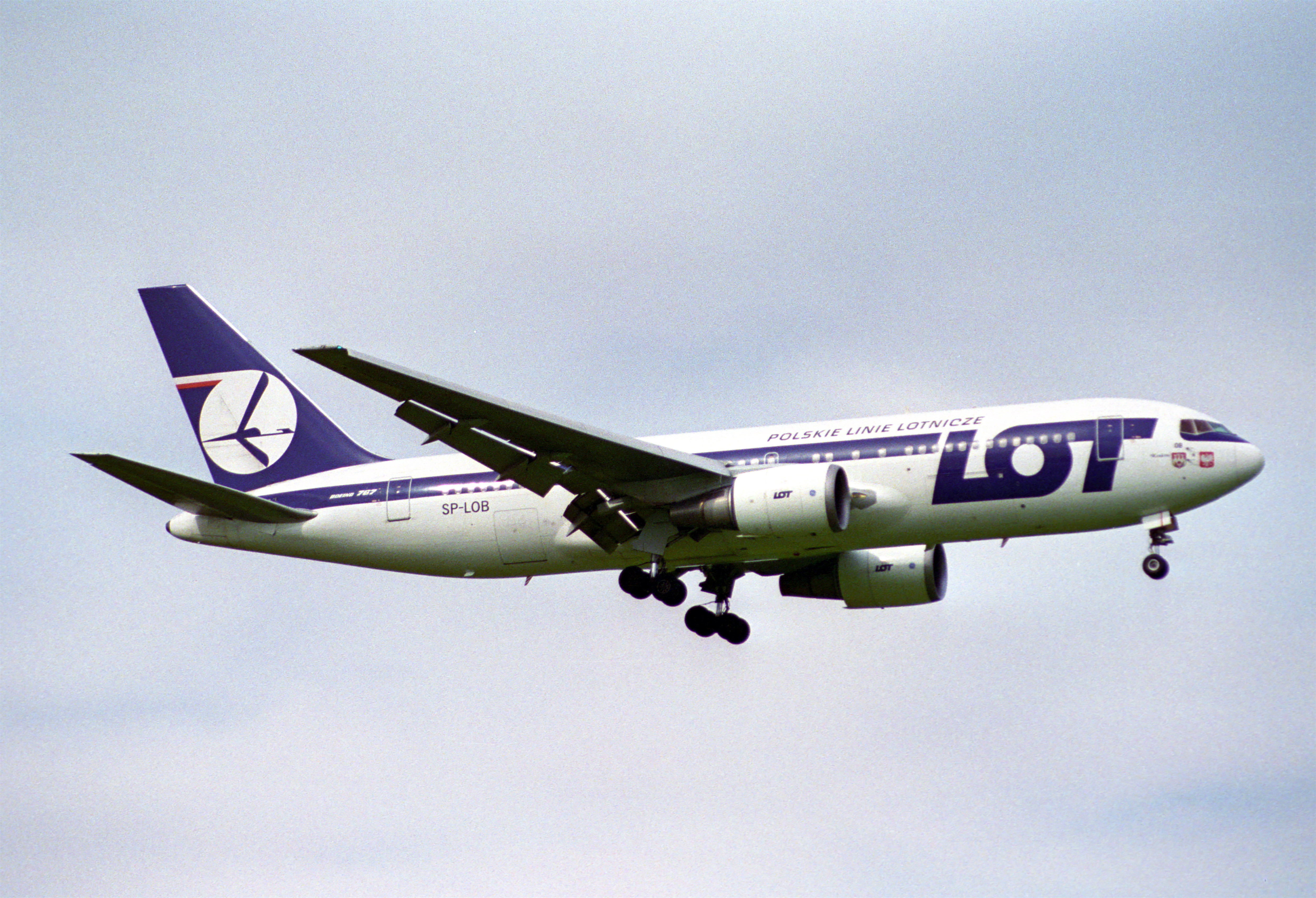
Boeing 767-200
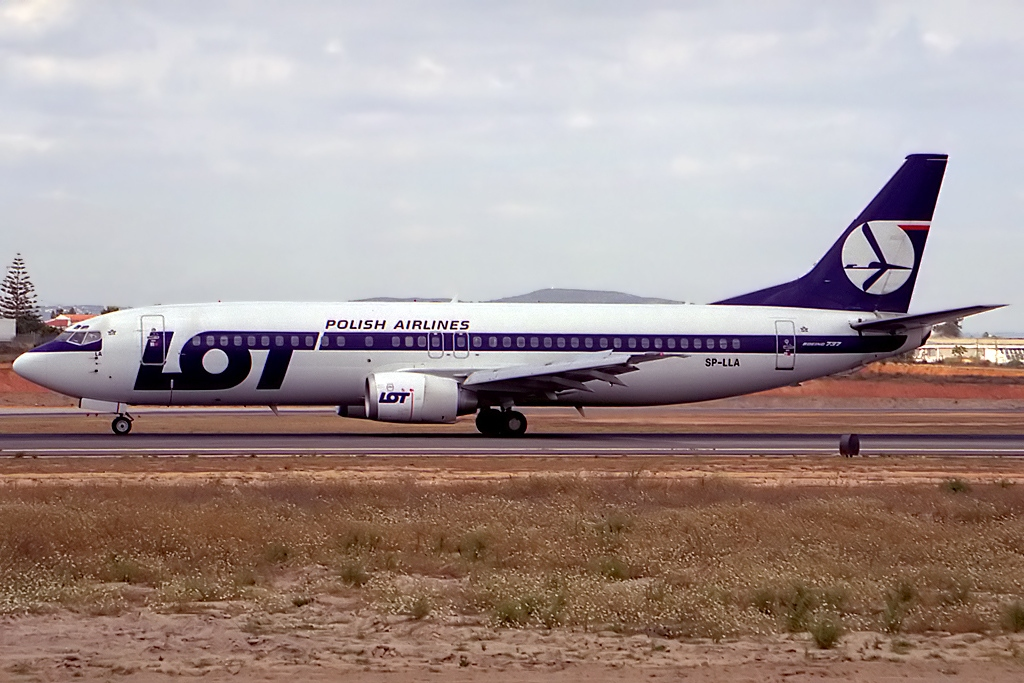
Boeing 737-45D de LOT Polish Airlines

En 1992, elle devient une société anonyme. EuroLOT est créé en 1996 pour exploiter ses lignes intérieures déficitaires.
Le 26 octobre 2003 LOT adhère à l'alliance Star Alliance, devenant son 15e membre.
En 2004, elle crée Centralwings, une compagnie aérienne à bas prix qui, ne parvenant pas à l'équilibre financier, renoncera à assurer des liaisons régulières à partir de l'automne 2008 et tentera de subsister en exploitant uniquement le segment des vols charters. Elle sera finalement dissoute en mars 2009.

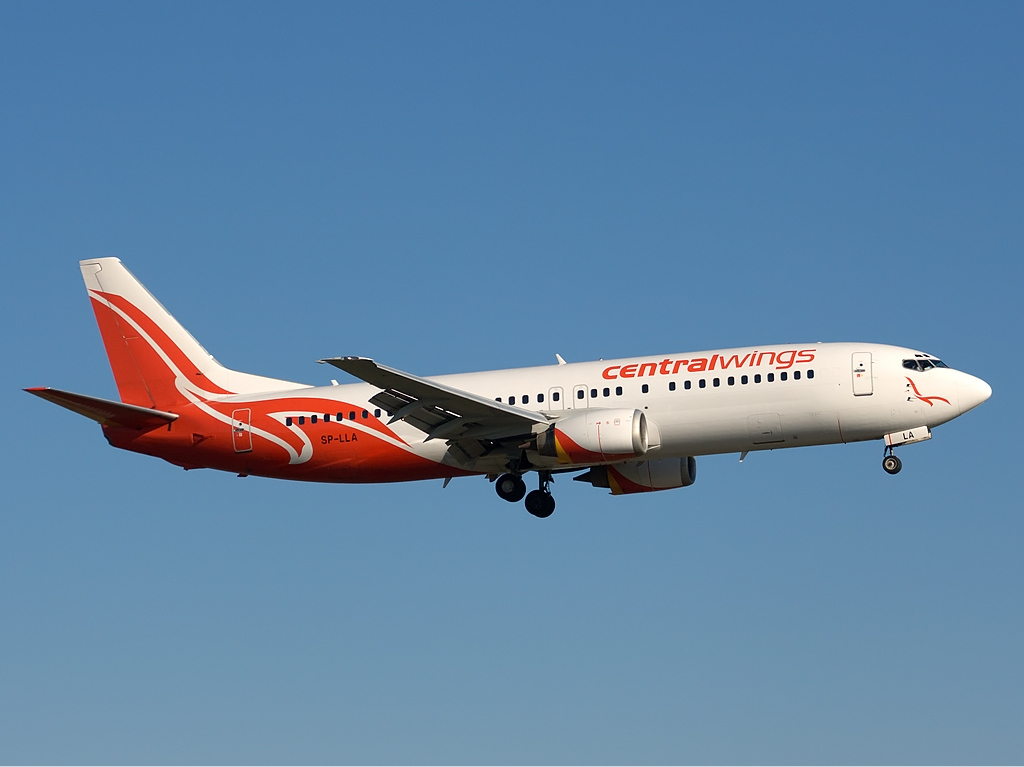
Un avion de Centralwings
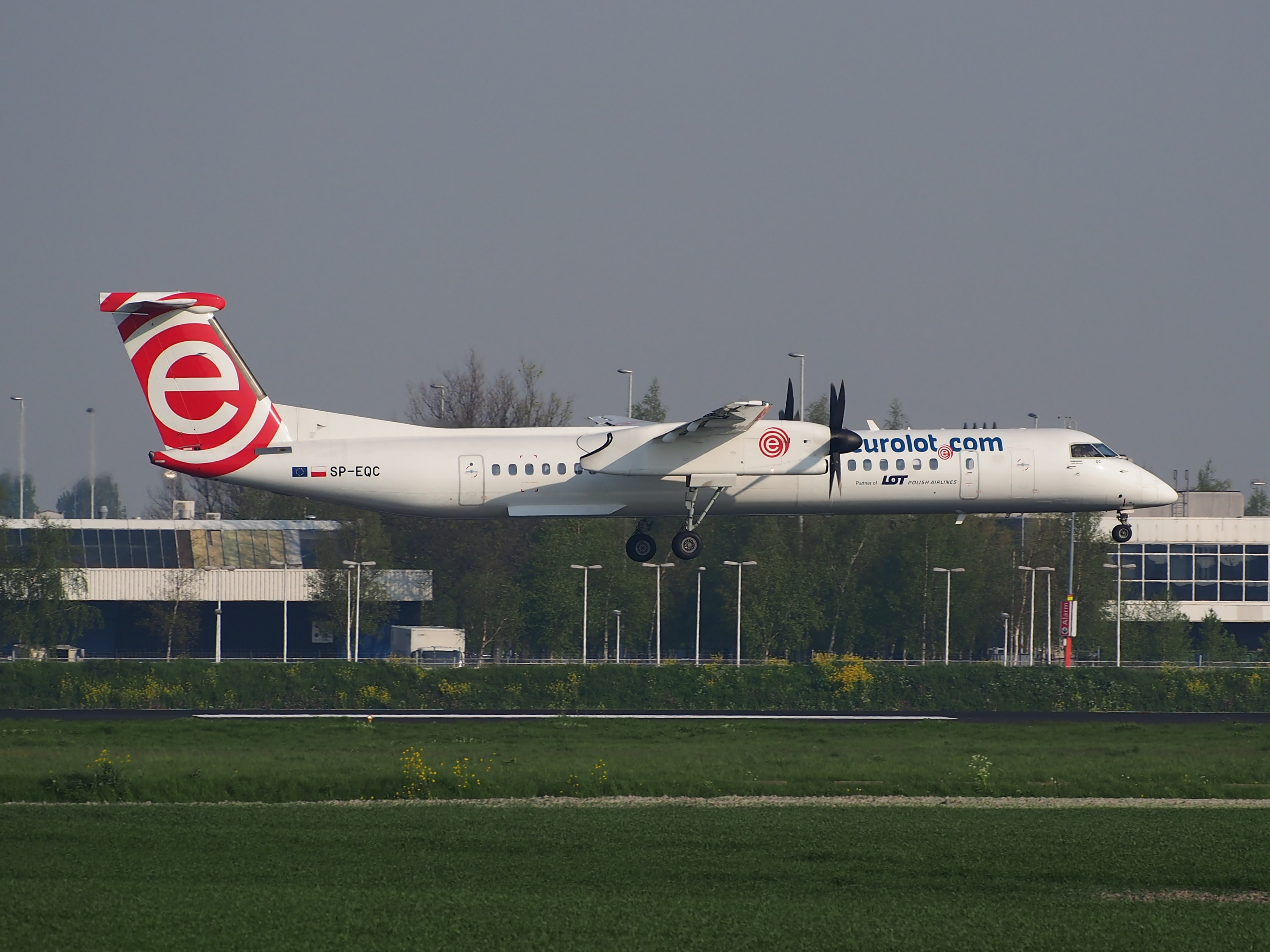
Un avion d'Eurolot
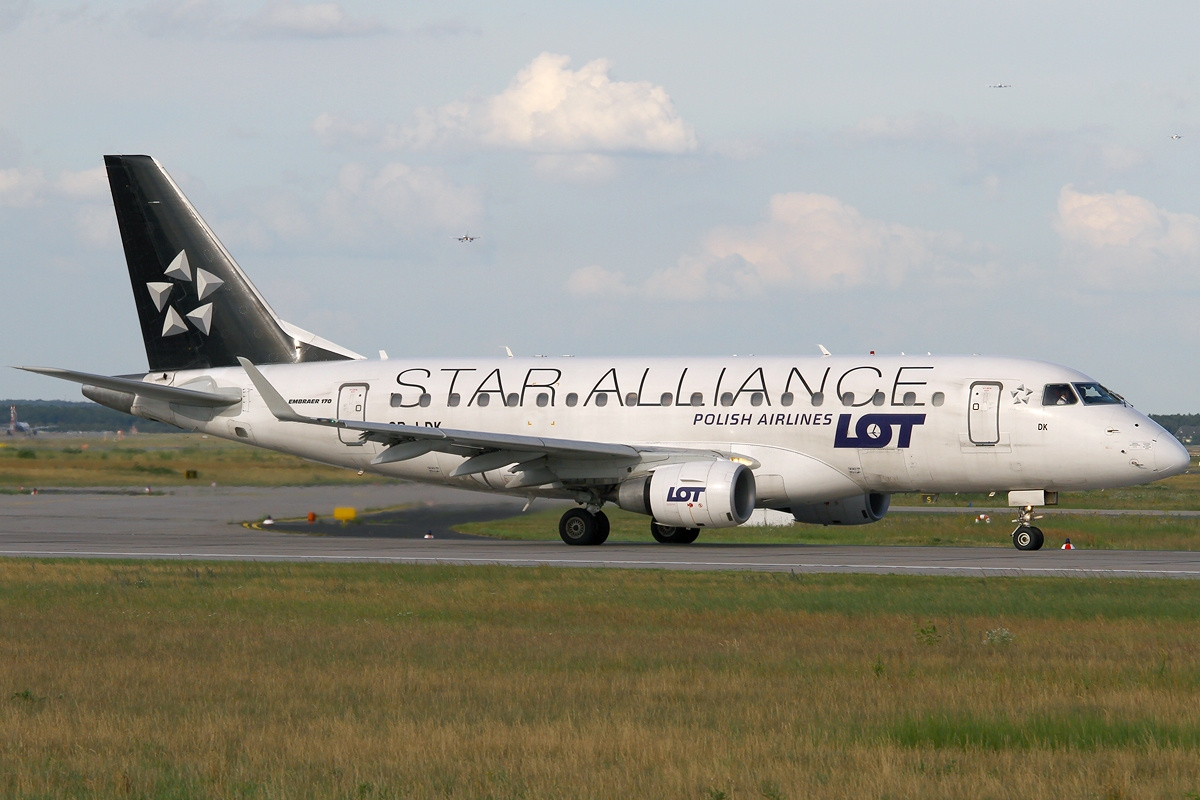
Un Embraer aux couleurs de Star Alliance

Le 26 février 2010, Reuters rapporte des propos tenus dans le journal Rzeczpospolita selon lequel un rachat de la compagnie par la 4e compagnie européenne régulière, Turkish Airlines, est envisagée.

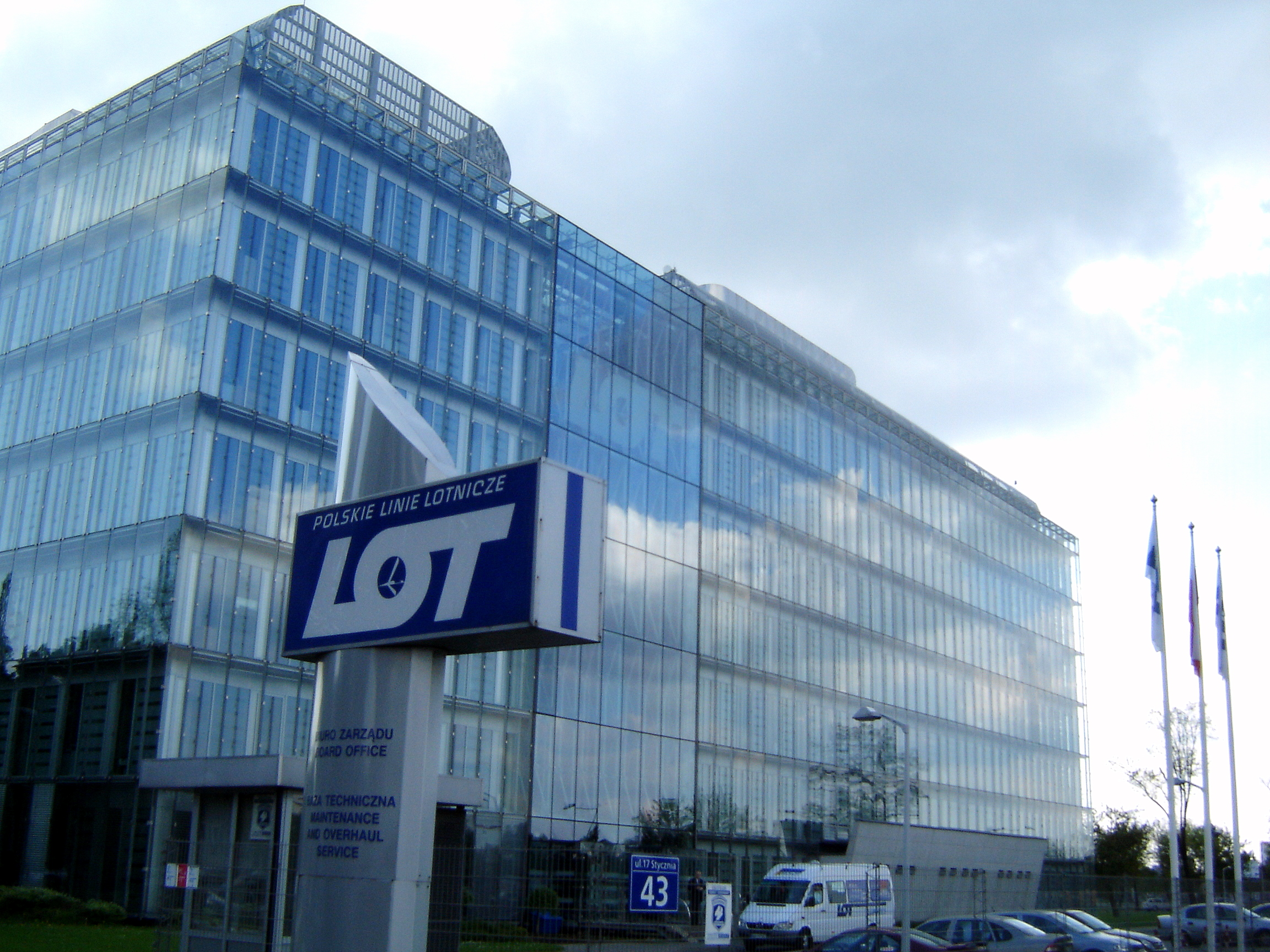
Le siège de LOT.

Le 26 mars 2010, le journal Rzeczpospolita annonce que six propositions ont été remises à l'État polonais qui détient 93 % du capital de la compagnie, les compagnies suivantes seraient sur les rangs pour le rachat : Air France-KLM, Lufthansa, Turkish Airlines.
Le 1er novembre 2011, un des 6 B767-300ER immatriculé SP-LPC de la compagnie se pose à l'aéroport international de Varsovie sans train d'atterrissage lors du Vol 016 LOT Polish Airlines. Celui-ci était vraisemblablement bloqué car ni les commandes automatiques, ni la gravité n'ont pu faire descendre les roues. L'avion a finalement fait une approche parfaite après avoir épuisé son carburant, et aucune des 231 personnes à bord n'a été blessée.
En janvier 2020, LOT annonce l'acquisition de Condor, filiale allemande de Thomas Cook pour 300 millions d'euros, mais renonce en avril à la suite de la pandémie de Covid-19.
Le 16 juin 2025, LOT commande 40 A220 + 44 en options après 36 ans de Boeing et d'Embraer sans aucun Airbus.

## Destinations

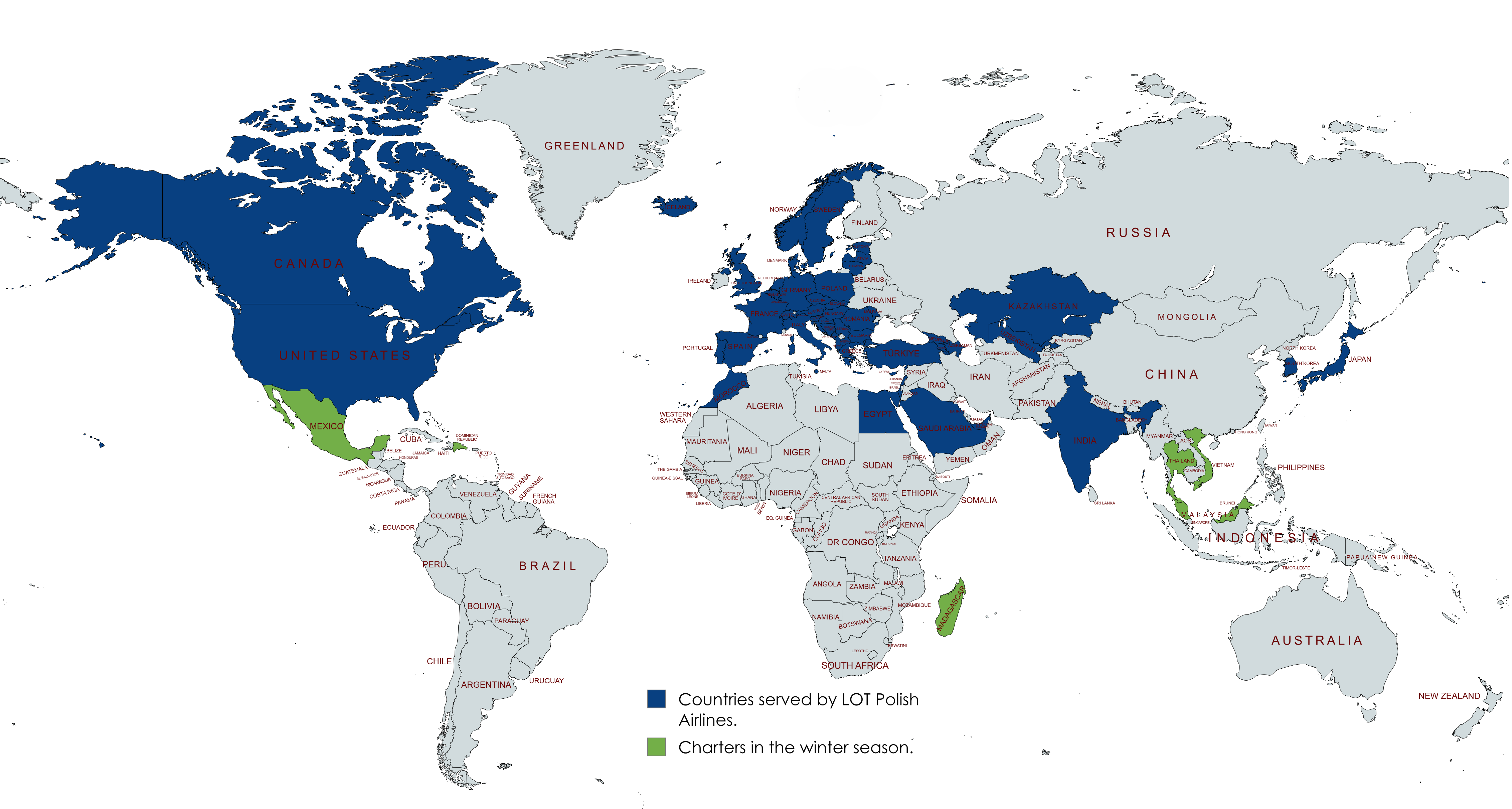

## Flotte

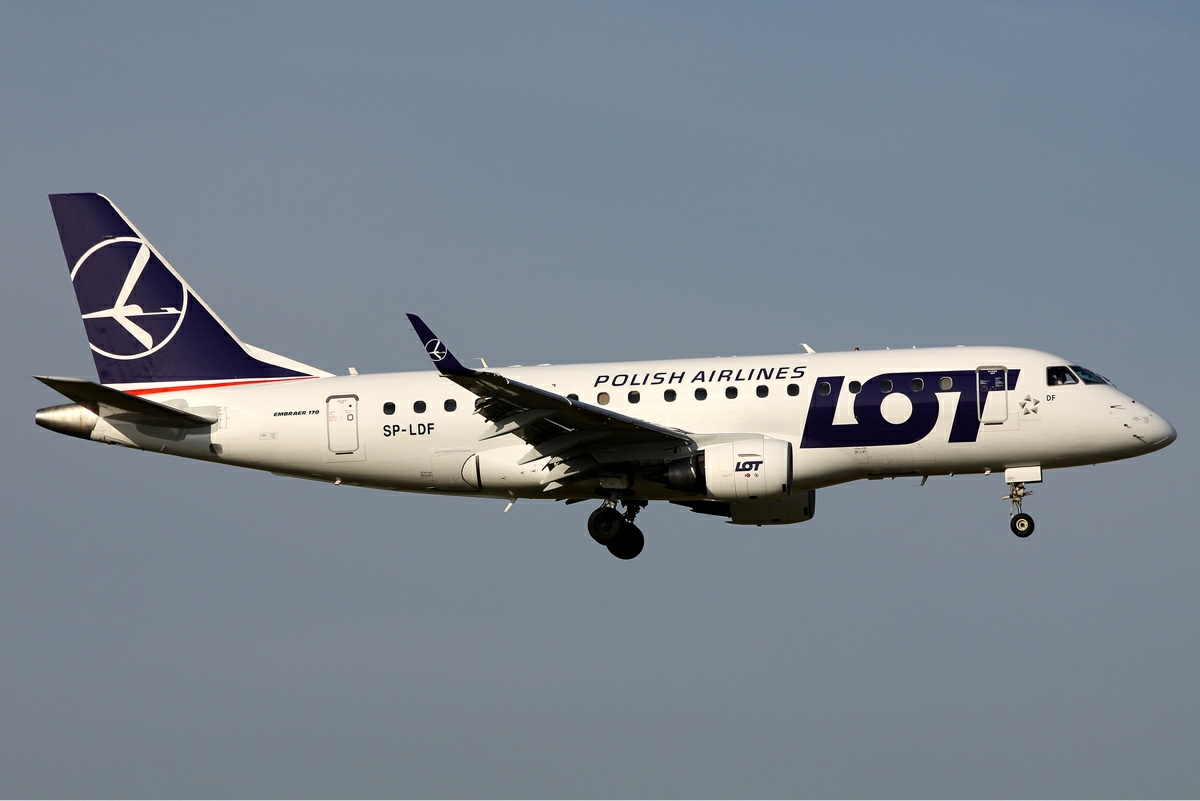
Embraer ERJ-170 dans la nouvelle livrée de la compagnie.

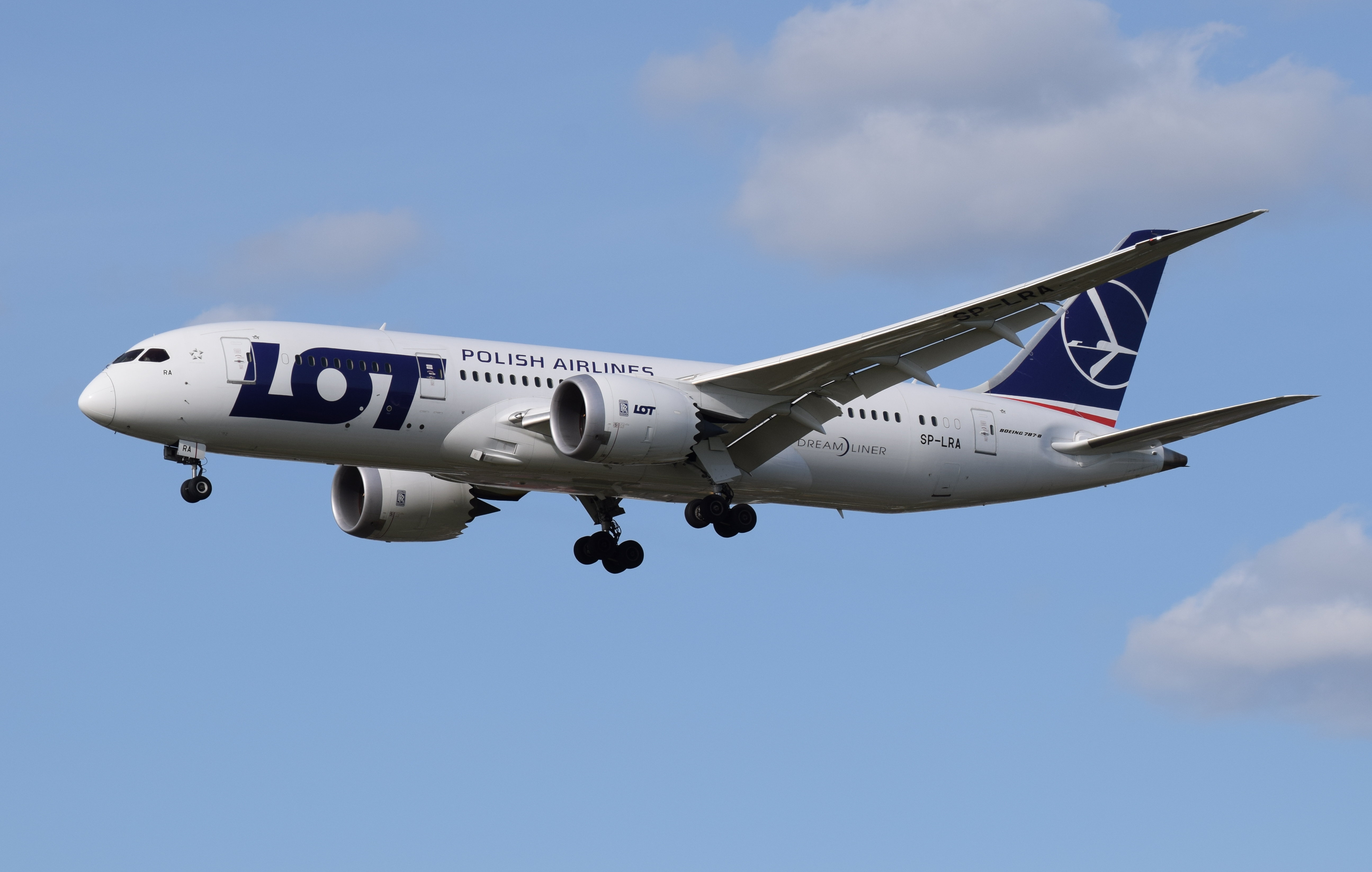
Boeing 787-8 de LOT en approche à Heathrow.

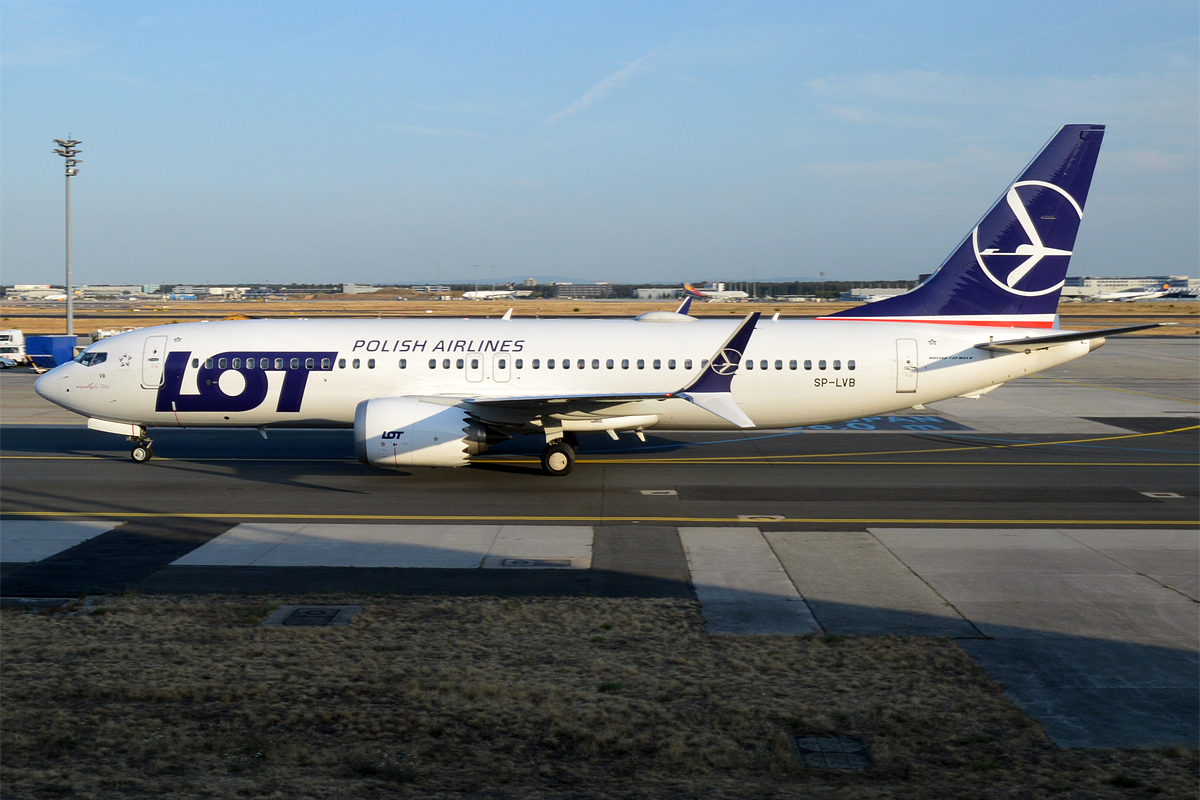
Boeing 737 MAX 8 (SP-LVB) de LOT

En Juillet 2020, les appareils suivants sont en service au sein de la flotte de LOT Polish Airlines :
| Appareils        | En service | Commandes | Passagers | Passagers | Passagers | Passagers | Notes                                                       |
| Appareils        | En service | Commandes | B         | E+        | E         | Total     | Notes                                                       |
| ---------------- | ---------- | --------- | --------- | --------- | --------- | --------- | ----------------------------------------------------------- |
| Airbus A220-100  | —          | 20        | var.      | var.      | var.      | 125       | + 44 options                                                |
| Airbus A220-300  | —          | 20        | var.      | var.      | var.      | 149       |                                                             |
| Boeing 737-800   | 6          | —         | var.      | var.      | var.      | 186       |                                                             |
| Boeing 737 MAX 8 | 18         | 13        | var.      | var.      | var.      | 186       |                                                             |
| Boeing 787-8     | 8          | 2         | 18        | 21        | 213       | 252       |                                                             |
| Boeing 787-9     | 7          | —         | 24        | 21        | 249       | 294       |                                                             |
| Embraer 170      | 5          | —         | var.      | var.      | var.      | 76        |                                                             |
| Embraer 175      | 13         | —         | var.      | var.      | var.      | 82        |                                                             |
| Embraer 175      | 2          | —         | VIP       | VIP       | VIP       | VIP       | Affrété en permanence au ministère de la Défense nationale. |
| Embraer 190      | 8          | —         | var.      | var.      | var.      | 106       |                                                             |
| Embraer 195      | 16         | —         | var.      | var.      | var.      | 112       |                                                             |
| Embraer 195-E2   | 3          | —         |           |           |           | 136       |                                                             |
| Total            | 86         | 55        |           |           |           |           |                                                             |

### Flotte historique
- Boeing 737-300
- Boeing 737-400
- Boeing 737-500
- Boeing 767-200ER
- Boeing 767-300ER
- Embraer ERJ 145

## Affiches

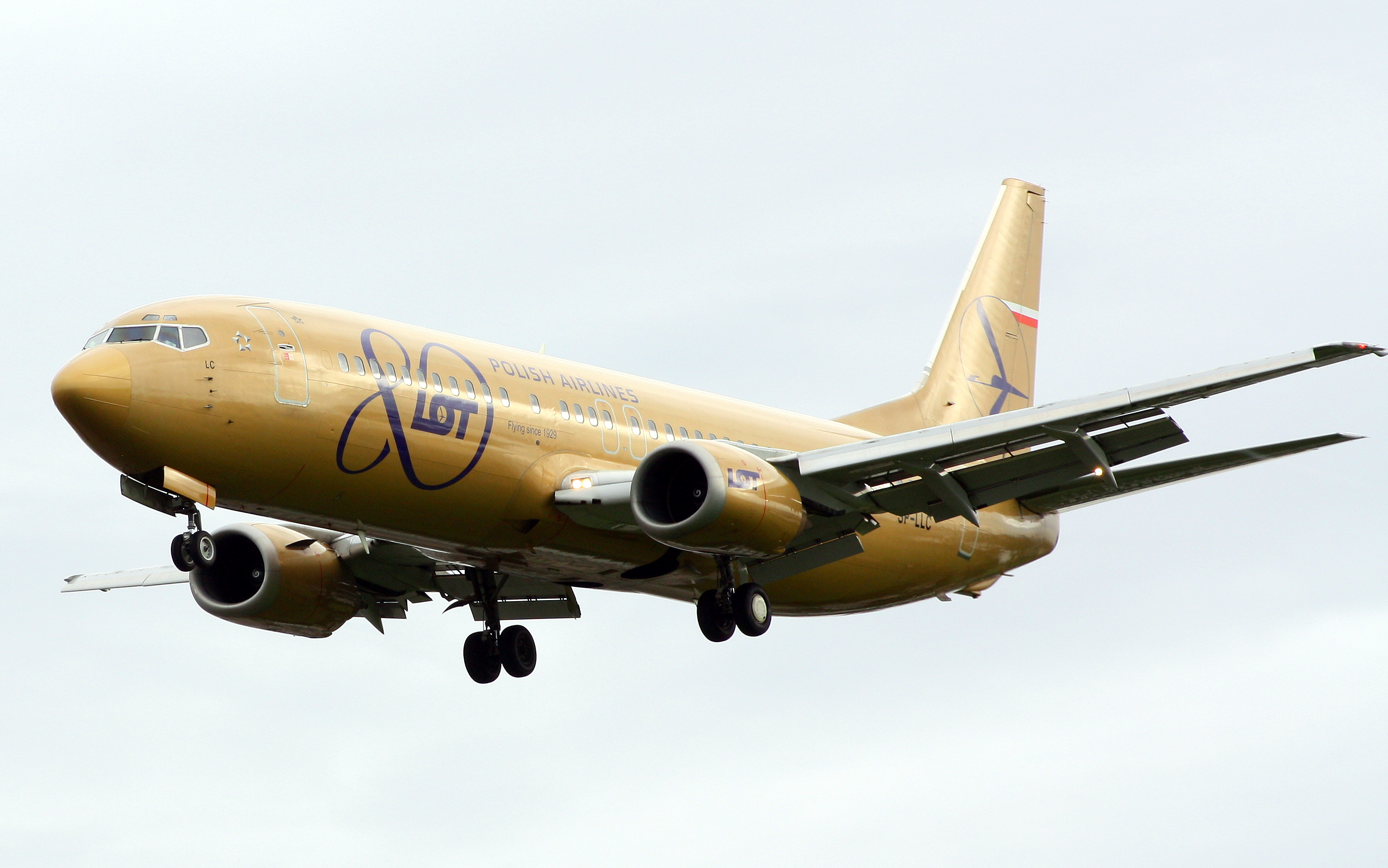
Boeing 737-400 arborant une livrée spéciale.

Selon la tradition de l'affiche polonaise, la LOT a fait appel à différents artistes et graphistes pour concevoir des publicités illustrées. La LOT en conserve plusieurs exemplaires déposés au LOT Polish Airlines History Hall ; parmi ceux-ci on citera :
- Josef Mehoffer (1923).
- Tadeusz Gronowski (1929).
- Drokowaki (1956).
- Tomasz Ruminski (1961).
- Janusz Grabianski.
- Janusz Stany (1978).